# El Arís-i nemzetközi repülőtér
Az El Arís-i nemzetközi repülőtér (IATA: AAC, ICAO: HEAR) (arabul: مطار العريش الدولي) az egyiptomi El-Arís  közelében fekvő nemzetközi repülőtér.
A repülőtér a Palestinian Airlines bázisa. 2012 májusában a légitársaság újraindította kéthetente induló járatait Ammánba, majd nem sokkal később Dzsiddába. A repülőteret főleg palesztin zarándokok használják, akik éves zarándoklatra tartanak Szaúd-Arábiába.
Ez az egyik legközelebb fekvő reptér a Gázai övezethez (az El-Gora-i repülőtér kicsivel közelebb van, de nincsenek menetrend szerinti járatai). A Palestinian Airlines azután költözött át ide, hogy a Jasszer Arafat nemzetközi repülőtér kifutóját 2001-ben az izraeli légierő elpusztította, így a repülőtér használhatatlanná vált.
2011-ben a repülőtéren 5991 utas haladt át, ami 2010-hez képest 45,4%-os visszaesést jelent.
Jelenleg (2016 augusztusa) kereskedelmi járatok nem használják a repülőteret.

## Légitársaságok és úti célok
| Légitársaság         | Célállomások                  |
| -------------------- | ----------------------------- |
| Palestinian Airlines | Ammán-polgári, Kairó, Dzsidda |

## Forgalom
Az utasforgalom az elmúlt években az alábbi módon változott:
| Utasok száma | 17 969 | 17 917 | 24 210 | 11 948 | 3545 | 9330 | 18 592 |      |      |      |
|              | 1995   | 1998   | 2001   | 2004   | 2007 | 2009 | 2012   | 2015 | 2018 | 2021 |

## További hivatkozások
- Egyiptom repülőtereinek listája

## Fordítás
- Ez a szócikk részben vagy egészben  az   El Arish International Airport című angol Wikipédia-szócikk ezen változatának fordításán alapul.  Az eredeti cikk szerkesztőit annak laptörténete sorolja fel. Ez a jelzés csupán a megfogalmazás eredetét és a szerzői jogokat jelzi, nem szolgál a cikkben szereplő információk forrásmegjelöléseként.